# XGAM-71 Buck Duck
Il Convair XGAM-71 Buck Duck (anatra maschio) era un ingannatore radar attivo (decoy) ideato per essere lanciato dai bombardieri strategici dell'United States Air Force (USAF) come contromisura elettronica.
Fu progettato per imitare l'eco radar del bombardiere Convair B-36, con lo scopo di disperdere le forze della difesa aerea dell'Unione Sovietica, generando falsi bersagli durante un attacco strategico.

## Storia del progetto
Nel 1949 la RAND Corporation stilò un rapporto designato "Strategic Bombing Systems Analysis" in cui chiedeva l'utilizzo di appositi missili "civetta" (decoy) al fine di difendere i bombardieri strategici quando erano in volo.
Verso la fine del 1952 l'US Air Force iniziò a studiare un nuovo tipo di missile esca a lungo raggio, con decollo da terra, e nel marzo 1953 emise il General Operational Requirement (GOR) 16. Il nuovo mezzo doveva avere un'autonomia di 7 400 km a una velocità di Mach 0,85 alla quota di 15 000 m, trasportando un carico utile, formato da riflettori per aumentare la riflettività radar, del peso di 227 kg. Dopo aver percorso 4 700 km tale decoy doveva iniziare a operare come missile civetta, simulando il comportamento in volo di un bombardiere B-47 Stratojet o B-52 Stratofortress negli ultimi 2 700 km. Il 50% dei missili doveva essere lanciato nella prima ora di allarme, mentre il restante nell'ora successiva, e si prevedeva che l'85% dei missili dovesse arrivare a 185 km dal bersaglio in condizioni di assenza di vento.
Il progetto venne identificato dall'Air Material Command (AMC) con la sigla MX-2223, e nel luglio 1954 ottennero contratti di sviluppo la Convair e la Fairchild, che poi risultò vincitrice del concorso con il suo XSM-73 Bull Goose.
All'epoca la Convair stava realizzando le ultime serie del bombardiere Convair B-36, e iniziò autonomamente con fondi propri la costruzione di un decoy di missione, più piccolo del precedente, che poteva essere trasportato a bordo del B-36, ricevendo un contratto ufficiale di sviluppo dall'USAF il 16 agosto 1954 con la sigla MX-2224, venendo poi designato ufficialmente GAM-71 per la produzione.

## Tecnica
Si trattava di un velivolo senza pilota dotato di fusoliera circolare, ala dritta in posizione alta, ripiegabile al fine di consentirne il trasporto all'interno delle stive bombe del B-36, e dotata di impennaggi cruciformi. Due derive verticali, di piccole dimensioni, erano posizionate alle estremità dei piani di coda orizzontali.

Il peso al lancio era pari a 700 kg, e il propulsore era un motore a razzo a propellente liquido Aerojet XLR-85, erogante una spinta variabile da 220 a 400 kN, che garantiva un'autonomia di volo di 38 minuti (fino a 380 km) a una velocità di 0,55 Mach.  I riflettori radar, posti all'interno della fusoliera, simulavano l'eco di ritorno radar del B-36.

## Impiego operativo

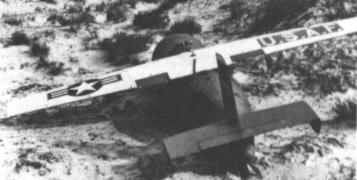
Un XGAM-71 Buck Duck fotografato al suolo al termine del quarto test, il 9 marzo 1955, dopo aver effettuato un atterraggio con l'ausilio del paracadute

Il piano di utilizzo inizialmente contemplato dall'aeronautica americana prevedeva che uno dei tre B-36 componenti la formazione di attacco standard avrebbe assunto un ruolo esclusivamente di supporto per la guerra elettronica venendo equipaggiato solamente con sette ingannatori GAM-71.  Il B-36 poteva trasportare due GAM-71 per ogni vano bombe (tranne il vano numero 3 che ne conteneva uno solo).  Successivamente fu studiata una configurazione mista bombe-decoy, che vedeva l'utilizzo di due decoy e un carico bellico ridotto, ma non fu mai presa in considerazione dall'USAF.
Il primo prototipo XGAM-71 fu completato nel novembre 1954, e i test in caduta libera iniziarono il 14 febbraio 1955 utilizzando un B-29 come aereo madre. Furono costruiti complessivamente quattro esemplari, che effettuarono un totale di sette voli, tutti senza motore funzionante, prima che il programma venisse cancellato nel gennaio 1956. Esso subì ritardi sia per mancanza di fondi sia perché la Convair aveva altre priorità, ma più presumibilmente per il fatto che era già stato previsto il ritiro dal servizio del B-36 che avrebbe dovuto equipaggiare, cosa che avvenne effettivamente tra il 1957 e gli inizi del 1959.

## Utilizzatori
Stati Uniti
- United States Air Force

### Annotazioni
1. ↑  Il velivolo senza pilota progettato dalla Convair era dotato di fusoliera circolare, ala a freccia di 35° con pod alle estremità e coda, con impennaggi a farfalla. La fusoliera era suddivisa in quattro sezioni, con la prima frontale e la terza realizzate in fibra di vetro. All'interno di queste si trovavano, parzialmente inseriti nei serbatoi di carburante, alcuni riflettori metallici a forma di triedro, con lo scopo di aumentare la segnatura radar del missile. Ulteriori riflettori erano posizionati nei pod alle estremità alari, al fine che tutto il sistema generasse un'eco di ritorno radar paragonabile a un bombardiere di grandi dimensioni. Le ali, la sezione centrale della fusoliera (contenente le apparecchiature elettroniche) la sezione di coda e gli impennaggi erano costruiti in alluminio. Il motore previsto era il turbogetto francese Turbomeca Marboré, prodotto su licenza dalla Teledyne come J-69, e il peso massimo raggiungeva i 3 400 kg. Durante la missione il sistema d'arma prevedeva l'utilizzo di chaff e riflettori radar attivi.
2. ↑  L'apertura alare si riduceva a 1,5 m con le ali ripiegate verso il basso.
3. ↑  La parte superiore della stiva bomba n. 3 era interessata dal longherone alare.

### Fonti
1. ↑  Secondo Parsch, la maggior parte delle fonti indicano che il GAM-71 usava un razzo a propellente liquido XLR85. Parsch, però, ipotizza che la sigla riportata "LR85" sia un errore al posto di General Electric "J85", tenendo presente che i contemporanei ADM-20 Quail e XSM-73 Goose erano entrambi a turbogetto e che una fonte riporta che anche il GAM-71 era spinto da un turbogetto.
2. 1 2 3 4  Designation Systems.
3. 1 2 3 4 5 6 7  Fiorini 2013, p. 83.
4. 1 2  Werrell 1985, p. 123.
5. ↑  Werrell 1985, p. 124.
6. ↑  Fiorini 2013, p. 84.
7. 1 2 3 4 5 6 7 8 9 10 11 12 13 14  Fiorini 2013, p. 86.
8. ↑  "Convair Development Department Annual Report 1953" (27-05-1954), pagina 7, and "Convair Development Department Fourth Annual Report" (8-9-1955), pagina 23. Citato da Jenkins. Fonti dell'Aerospace Education Center, Little Rock, Arkansas.
9. ↑  Jenkins 2002, p. 142.

### Periodici
- Mauro Fiorni, I missili Decoy, in Rivista Italiana Difesa, n. 9, Chiavari, Giornalistica Riviera Soc. Coop. s.r.l., settembre 2013,  pp. 82-97.